# President's Choice Cola
President's Choice Cola is een colamerk verkocht door het grootste Canadees voedingsmiddelenconcern, Loblaw Companies Limited. Onder het label van het huismerk President's Choice werd in 1990 ook een cola uitgebracht.
Het huismerk werd door de president Dave Nichol, een Canadees toen actief als marketeer bij Loblaw, gestuurd en uitgebouwd. Hij verzorgde ook persoonlijk de reclamespots voor de producten van het merk. PC Cola werd verkocht met rood en witte kleuren, net als marktleider Coca-Cola. PC Cola slaagde erin zowel in Canada als in de Verenigde Staten bij de verkoop in Wal-Mart het marktaandeel van de marktleiders Coca-Cola en Pepsi Cola onder druk te brengen.
Intussen worden naast PC Cola eveneens drie andere versies geproduceerd en verkocht: PC Diet Cola, PC 0 Calories Cola en PC New Wave Cola. Bij de lancering van New Wave Cola in 2004 werd gekozen voor een blauw en witte lay-out met een marketingcampagne gebaseerd op de slogan "Join the New Wave Generation" die alle Pepsi Cola fans opriep van merk te veranderen.
3ES Cola · Afri-Cola · Alter Cola · Amrat Cola · Apotekarnes Cola · Arab Cola · Barr Cola · Beuk Cola · Big Cola · Boylan Cane Cola · Breizh Cola · Bubba Cola · C&C Cola · Campa Cola · Cat Cola · Chat Cola · Chek Cola · Chero-Cola · China Cola · Chtilà Cola · Classic Cola · Club Cola · Coca-Cola · Cola Turka · Cole Cold · Corsica Cola · Count Cola · Cricket Cola · Cuba Cola · Diet Rite Cola · Dixi Cola · Double Cola · El Ché Cola · Elsass Cola · Evoca Cola · Fada Cola · Faygo Cola · Feichang Cola · First Choice Cola · Freeway Cola · Frescolita · fritz-kola · Fruti Kola · Fukola Cola · Future Cola · Fuji-Cola · Herschi Cola · Highway Cola · Icy-Cola · Imazighen Cola · Inca Kola · Isaac Kola · Jolly Cola · Jolt Cola · Just Cola · KasKol · Kiri · Kitty Kola · Kofola · Kola Real · Kola Román · Kola Shaler · Kristal Kola · LA Ice Cola · Libella · Like Cola · Master Choice · Moxie · Mecca-Cola · Muslim Up · Odina · OK Cola · OpenCola · Parsi Cola · Pepsi Cola · Perú Cola · Polo-Cockta · Pop Cola · Pran Cola · Premium-Cola · President's Choice Cola · Qibla Cola · R.C. Cola · Raak Cola · Raak Kindercola · Red Kola · Reyna Kola · Ritchie Cola · River Cola · Rola Cola · Royal Crown Cola · Sam's Choice Cola · Salva Cola · Honey Saps Cola · Schweppes Cola · Shasta Cola · Sinalco Cola · Sugar Cane Cola · TaB Cola · Thums Up · Tropicola · tuKola · Ubuntu Cola · Ugarit Cola · Uludağ Cola · Virgin Cola · Vita Cola · Viva Cola · XL Cola · Zam Zam Cola · Zelal Cola · ZOOB Cola